# Holly Springs (North Carolina)
Holly Springs ist eine Town in Wake County des US-Bundesstaates North Carolina. Wake Forest liegt in der nordöstlichen Zentralregion von North Carolina, wo sich die nordamerikanischen Regionen Piedmont und die Atlantische Küstenebene treffen. Es ist eine Vorstadt von Raleigh und weist aufgrund seiner günstigen Lage ein rasches Bevölkerungswachstum auf. Zu den Nachbarstädten gehören Apex im Norden und Fuquay-Varina im Süden.

## Geschichte
Die Stadt wurde ursprünglich um die Süßwasserquellen herum gebaut, von denen man glaubt, dass der Stadtname davon abgeleitet ist. Sie wuchs in den 1800er Jahren langsam weiter, bis sie sich während des Bürgerkriegs zu einer Geisterstadt zurückentwickelte und 1871 als verlassen beschrieben wurde. Der wirtschaftliche Aufschwung der Stadt begann 1875, als ein erfolgreiches Handelsgeschäft nach Holly Springs umzog. Holly Springs wurde dann 1877 offiziell als Stadt gegründet, nachdem George Benton Alfred, der Besitzer des Handelsgeschäfts, auf eine Stadtverfassung gedrängt hatte. In der jüngeren Geschichte erlebte die Stadt einen Bevölkerungsboom, der zum Teil auf den Bevölkerungszuwachs in den benachbarten Städten Cary und Apex zurückzuführen ist.

## Demografie
Nach der Schätzung von 2019 leben in Holly Springs 37.812 Menschen. Die Bevölkerung teilte sich im selben Jahr auf in 78,2 % Weiße, 11,7 % Afroamerikaner, 0,3 % amerikanische Ureinwohner, 2,8 % Asiaten, 0,1 % Ozeanier und 3,4 % mit zwei oder mehr Ethnizitäten. Hispanics oder Latinos aller Ethnien machten 7,0 % der Bevölkerung von Holly Springs aus. Das mittlere Haushaltseinkommen lag bei 112.029 US-Dollar und die Armutsquote bei 5,3 %.